# José Mario Bacci Trespalacios
Monsenhor José Mario Bacci Trespalacios CJM (Magangué, 19 de março de 1971) é um prelado católico romano colombiano. Exerceu o cargo de superior provincial da Congregação de Jesus e Maria em seu país e em 2021 foi nomeado bispo da Diocese de Santa Marta.

## Biografia
José Mario nasceu em Magangué, Bolívar, Colômbia, em 19 de março de 1971, o terceiro dos quatro filhos de Inés Isabel Trespalacios Posada e Eddie Ernesto Bacci. São seus irmãos Paulo Ernesto, Rodolfo e Mónica Inés Bacci Trespalacios.
Iniciou sua formação para a vida presbiteral no seminário São Carlos Borromeu de Cartagena das Índias, pela Diocese de Magangué. Ali cursou o ano propedêutico (1988) e a etapa filosófica (1989-1990). Ao iniciar a etapa teológica, decidiu ingressar na Congregação de Jesus e Maria e realizou os estudos de Teologia na Pontifícia Universidade Javeriana.
Professou na Congregação de Jesus e Maria em 19 de agosto de 1995 e foi ordenado presbítero em 17 de dezembro do mesmo ano.
Foi o responsável pelo ano preparatório do Seminário Maior Cristo Sacerdote em Ambato, Equador (1994-2000), e diretor do pré-filosofado e vigário paroquial em Yamasá, República Dominicana (1999-2001); reitor do Seminário Maior de Filosofia São José da Arquidiocese de Fortaleza (2000-2003), e Seminário São José de Santos, Brasil (2003-2007); e do Seminário Maior Nossa Senhora de Suyapa de Tegucigalpa, Honduras (2012-2016).
Realizou estudos de licenciatura em Escritura Sagrada no Pontifício Instituto Bíblico de Roma (2007-2011). Cursou um semestre de estudos na Escola Bíblica de Jerusalém (2011).
Em setembro de 2016, foi nomeado pelo então superior geral da congregação, Pe. Camilo Bernal Hadad, CJM, superior da Província Eudista da Colômbia, para um primeiro mandato de três anos. Desde 2019, exerce o segundo período neste serviço dentro de sua congregação.
Em 19 de novembro de 2021, o Papa Francisco nomeou-o bispo da Diocese de Santa Marta, no departamento de Madalena, ao norte da Colômbia. Bacci irá suceder ao Monsenhor Luis Adriano Piedrahíta Sandoval, morto em janeiro, vítima de covid-19. Sua ordenação episcopal e posse canônica ocorreu em  25 de janeiro de 2022, na Catedral-Basílica de Santa Marta, presidida pelo arcebispo de Bogotá e presidente da Conferência Episcopal da Colômbia, Monsenhor Luis José Rueda Aparicio, assistido pelo também eudista e arcebispo emérito de Cartagena, Monsenhor Jorge Enrique Jiménez Carvajal, CJM, e por Monsenhor Pablo Emiro Salas Anteliz, arcebispo de Barranquilla.
Em 17 de janeiro de 2023, foi nomeado administrador apostólico da Diocese de El Banco, vacante com a transferência do bispo Dom Luis Gabriel Ramírez Díaz para Ocaña.